# Sorgiva di Cifali
La Sorgiva di Cifali si trova nel sottosuolo di via della Sorgiva, una strada del quartiere Cibali di Catania che in passato, quando era una borgata della città, veniva chiamato Cifali o Cifuli (i suoi abitanti “cifaloti”). Tale denominazione proviene dal greco antico Kephalé, che significa testa - di fiume, sottinteso - in riferimento alla sorgente del fiume Longane che dà, a sua volta, il nome al quartiere Ognina, dove sfociava. Il fiume fu probabilmente coperto dalle lave dell’eruzione del 693 a.C. Si ha notizia che la sorgente di Cifali dal 1092 era di proprietà della Diocesi di Catania, su donazione fatta dal Gran Conte Ruggero. Nel 1625, il vescovo Innocenzo Massimo e Teodosio, abate del Monastero di San Nicolò l’Arena, stipularono un accordo per la canalizzazione delle abbondanti acque del borgo che portò, nel 1643, alla costruzione dell’acquedotto che doveva rifornire Catania. Dopo la disastrosa eruzione dell'Etna del 1669, che coprì in parte anche l’acquedotto, la sorgente fu ceduta al Senato di Catania dal vescovo Michelangelo Bonadies per il canone annuale di 5 onze, affinché potesse essere utilizzata dai cittadini (Gazzè 2009; Melchiorri, 2017). Si ha inoltre notizia che nel XIX secolo la sorgiva aveva una portata di sette litri al secondo (Sciuto Patti, 1877).
Tra l'altro, il folto e rigoglioso manto erboso dello stadio Cibali di Catania, costruito molto vicino a Cifali, viene costantemente annaffiato in maniera autonoma nel sottosuolo dove scorre l'acqua del pozzo, proveniente dal fiume dell'Etna. L'opera, costruita in epoca fascista, è rimasta in funzione e rappresenta un risparmio non indifferente alla manutenzione del campo sportivo.
Nel 2003 fu rilasciata una concessione edilizia per la costruzione di un edificio per civile abitazione ad un’impresa costruttrice proprietaria di un terreno in via Dilg nel quartiere di Cibali. Gli abitanti del luogo, dopo l’inizio dei lavori di sbancamento, vedendo abbattere il parapetto dell’antico pozzo artificiale di accesso alla condotta sotterranea e temendo che il materiale caduto all’interno ostruisse il flusso dell’acqua, si opposero alla prosecuzione dei lavori con una forte protesta accompagnata da una petizione popolare per denunciare il pericolo alle autorità. Attivato il Genio Civile e la Soprintendenza, fu invitato il Centro Speleologico Etneo ad esplorare la galleria sotterranea e realizzarne un rilievo planimetrico. Questo intervento portò a dichiarare, con provvedimento n. 1908/2004 e successivamente con decreto dirigenziale n. 8844/2005, l’ipogeo di interesse etno-antropologico e storico particolarmente importante, in quanto individuato fra i beni elencati del codice dei beni culturali da salvaguardare (art. 10 comma 3 lett. a e art. 2 legge regionale n. 80 del 1977). Successivamente, ai fini della salvaguardia dell’integrità del pozzo, del condotto e delle camere di captazione, sui terreni adiacenti e sovrastanti i beni tutelati è stata imposta una fascia di rispetto di 6 metri.